# Surintendante de la Maison de la Reine

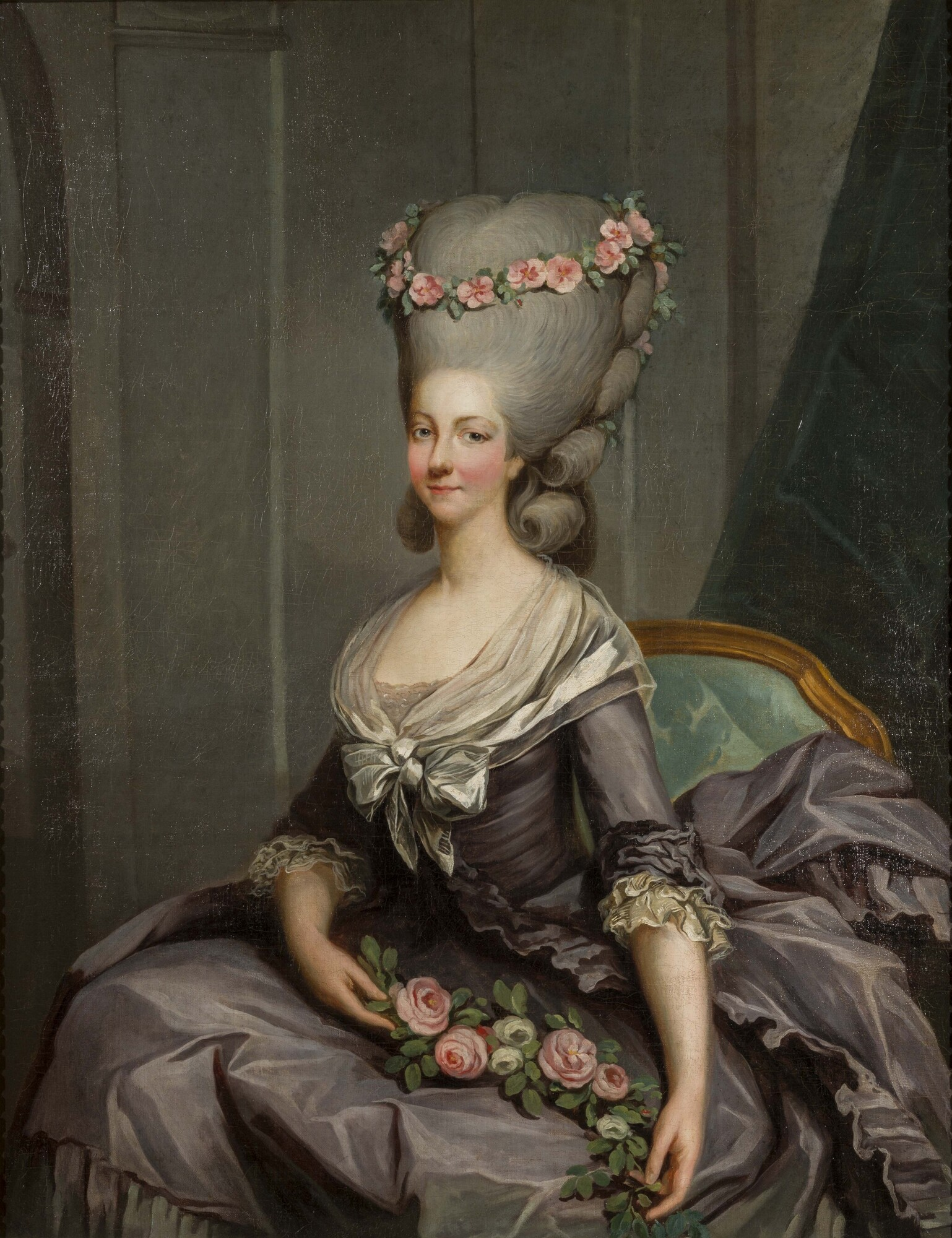
Die Princesse de Lamballe, Surintendante de la Reine Marie-Antoinette

Die Surintendante de la Maison de la Reine (deutsch etwa: Oberintendantin im Hause der Königin) hatte in der Maison de la Reine den ersten Rang inne und nahm die Eide der Amtsträger der Maison entgegen. Das Amt wurde, da als zu einflussreich angesehen, von 1741 bis 1774 nicht besetzt. Es entspricht dem Amt der Obersthofmeisterin am Hof des römisch-deutschen Kaisers in Bezug auf die Kaiserin als unmittelbare Leiterin ihres Haushalts. Ihre Abwesenheitsvertreterin war die Première dame d’honneur, die erste Hofdame der französischen Königin. Der dritte Rang unter den Damen bei Hofe gebührte danach der Dame d’atours der Königin, welcher die Kammerzofen unterstanden.

## Geschichte
Das Amt der Surintendante de la Maison de la Reine wurde 1619 geschaffen. Die Surintendante und die Gouvernante des enfants royaux waren die einzigen weiblichen Amtsträger in Frankreich, die ihren Loyalitätseid vor dem König selbst ablegten.

## Surintendantes de la Maison de la Reine

### Anna von Österreich(1601–1666)
- 1619–1637: Marie de Rohan
- 1657–1666: Anna Maria Martinozzi

### Maria Teresa von Spanien(1638–1683)
- 1660–1661: Anna Gonzaga
- 1661–1679: Olympia Mancini
- 1679–1683: Madame de Montespan

### Maria Leszczyńska(1703–1768)
- 1725–1741: Marie-Anne de Bourbon-Condé
- 1741–1768: Amt aufgehoben

### Marie-Antoinette von Österreich-Lothringen(1755–1793)
- 1775–1791: Marie-Louise von Savoyen-Carignan